# AH–56 Cheyenne
Az AH–56 Cheyenne egy harci helikopter, amit az Amerikai Egyesült Államokban terveztek. A nagyobb sebesség elérése érdekében a törzs végére egy tolólégcsavart építettek, ez a helikoptert a légcsavaros repülőgépekhez hasonló módon hajtotta meg, valamint a törzs oldalára nagyméretű szárnycsonkokat építettek, emiatt gyors repülés közben repülőgépekhez hasonlóan viselkedett. A gépágyút a törzs aljára, teljesen elforgatható módon építették be, mellé egy géppuskát vagy egy gránátvetőt is be lehetett szerelni. Rendszerbe állítását 1968-ra tervezték, de az új szerkezeti megoldásokat tömegesen felvonultató helikopter fejlesztése késett és megdrágult, ezért 1969-ben a fejlesztést felfüggesztették, a kísérleti repüléseket 1972-ig folytatták. Helyette ideiglenes megoldásként a vietnámi háborúban már jól bevált AH–1 Cobrát rendszeresítették, és megkezdték az Advanced Attack Helicopter (AAH – „fejlett harci helikopter”) programot, ami az AH–64 Apache kifejlesztéséhez vezetett.